# Tennis Europe
Tennis Europe (anciennement connue sous le nom d'European Tennis Association) est une association européenne de tennis créée à Rome, en Italie, le 31 mai 1975 et basée à Bâle, en Suisse.

## Histoire et organisation
Tennis Europe (anciennement European Tennis Association) est créé à Rome, en Italie, le 31 mai 1975 par un groupe de 17 fédérations nationales européennes de tennis en tant qu'organe de direction régionale pour le sport du tennis et sous les auspices de la Fédération internationale de tennis. C'est l'une des plus grandes associations régionales de la Fédération internationale de tennis, avec 50 États membres en 2015,.

### Rôles
Basée à Bâle, en Suisse, l'organisation joue un rôle actif dans tous les aspects du jeu européen, en exécutant les tâches déléguées par l'ITF, ainsi qu'en organisant un certain nombre de compétitions et d'événements indépendamment de l'ITF, comme les championnats d'Europe de tennis.
Les buts et objectifs de Tennis Europe sont de remplir les fonctions d'association régionale telles que définies par l'ITF. Ces fonctions comprennent :
- Fournir un lien entre ses pays membres affiliés et l'ITF.
- Exécuter toutes les fonctions que l'ITF peut déléguer à l'association régionale.
- Représenter les pays membres affiliés dans leurs relations avec l'ITF, si demandé, et intervenir en leur nom.
- Respecter les règles et règlements de l'ITF.
- Promouvoir et stimuler la compétition et l'esprit sportif parmi ses pays membres affiliés.
- Établir et sanctionner des calendriers d'événements à tous les niveaux de la région.
- Actions s'étendant au-delà de la Région, pour recommander des événements et des calendriers à l'ITF pour inclusion dans les calendriers internationaux.
- Administrer, selon les besoins de l'ITF, tous les fonds de l'ITF que l'Association régionale peut recevoir.
- Promouvoir, établir et coordonner les programmes de développement et d'éducation dans la région[5].

### Dirigeants
Le président actuel de l'organisation est le tchèque Ivo Kaderka et le directeur général Thomas Hammerl.
Les présidents précédents sont : 
|   | Nom                   | Mandat    |
| - | --------------------- | --------- |
| 1 | Paolo Angeli          | 1975-1978 |
| 2 | Heinz Grimm           | 1978-1993 |
| 3 | Francesco Ricci Bitti | 1993-1999 |
| 4 | Agustin Pujol         | 2000-2002 |
| 5 | John James            | 2002-2008 |
| 6 | Jacques Dupré         | 2008-2017 |
| 7 | Vladimir Dmitriev     | 2017-2020 |

## Événements
Tennis Europe gère plus de 1 200 événements internationaux de tennis à travers le continent chaque année.

### Événements juniors
Le Tennis Europe Junior Tour comporte 370 tournois ainsi que des événements individuels pour les joueurs âgés de 16/14/12 ans et moins.
Il s'agit notamment de certains des tournois les plus connus et les plus prestigieux du sport pour les joueurs de ces groupes d'âge, notamment Les Petits As (France) et Torneo Avvenire (it).
- Championnats d'Europe juniors (18/16/14 ans et moins)
- Coupes d'Europe d'été (18/16/14 et moins)
- Tennis Europe Winter Cups par HEAD (16/14 et moins)
- Tennis Europe Nations Challenge by HEAD (12 ans et moins)
- Tennis Europe Junior Masters (16/14 et moins)
- Championnats de développement ITF/Tennis Europe (14 ans et moins)

### Événements seniors
- Tournois européens, faisant partie du circuit européen des seniors de l'ITF
- Championnats d'Europe seniors (toutes les catégories d'âge officielles)
- European Senior Open (intérieur et extérieur; toutes les catégories d'âge officielles)
- Championnats d'Europe des clubs seniors (Hommes 35/40/45/55/60/65/70 ans Femmes 40/50/60 ans)[10]

### Circuits professionnels
Le département de tennis professionnel de Tennis Europe gère tous les tournois européens masculins et féminins de l'ITF World Tennis Tour, comprenant des événements professionnels masculins de 15 000 $ ou 25 000 $ de prix, ainsi que des événements féminins allant de 15 000 $ à 100 000 $.
Le département de tennis professionnel est responsable de plus de 600 événements en Europe chaque année, comprenant un montant total de prix d'environ 12 millions de dollars.
À partir de 2019, Tennis Europe coopère également avec le tournoi ATP 500 à Hambourg, en Allemagne, qui attribue le titre de Champion d'Europe Open au vainqueur.

### Divers
Tennis Europe coopère avec l'ITF dans l'établissement du calendrier du circuit ITF Junior (18 ans et moins) et dans l'organisation des Championnats d'Europe de Beach Tennis.